# Insorgi
Insorgi (in portoghese Ergue-te - E) originariamente Partito Nazionale Rinnovatore (in portoghese Partido Nacional Renovador - PNR) fino a luglio 2020, è un partito politico nazionalista e populista portoghese di estrema destra.

## Storia
Il PNR fu istituito nel febbraio 2000. Nel luglio 2020 il partito ha cambiato nome in Ergue-te.

## Controversia
Il partito pur non avendo mai negato collegamenti con movimenti neonazisti, sostiene di subire repressione politica. In gioventù alcuni ex membri furono legati a condanne per crimini violenti e discriminazione razziale, a causa della loro vicinanza con gli Hammerskins portoghesi (gruppo neonazista originante dal Texas). Negli ultimi anni, tuttavia, il partito ha espulso i membri con legami a questo tipo di gruppi e, di conseguenza, l'ex leader portoghese degli Hammerskins Mário Machado ha deciso di creare un nuovo partito, Nuovo Ordine Sociale.

## Risultati elettorali
Nelle elezioni legislative del 2005, l'allora PNR ottenne poco meno dello 0,2% dei voti, non riuscendo ad eleggere nessun deputato al Parlamento. Nelle elezioni europee del 2009, il partito ottenne circa 13.000 voti, quindi lo 0,37%. Alle elezioni legislative in Portogallo del 2015 il partito ottenne i più voti della sua storia elettorale, ottenendo 27.269 voti. Un aumento poco più del 50% rispetto al 2011.
Dal 2019 il partito populista di destra più moderato CHEGA sta prendendo voti da Ergue-te.

### Elezioni legislative
| Anno | Voti   | %     | +/-  | Seggi   |
| ---- | ------ | ----- | ---- | ------- |
| 2002 | 4.712  | 0,09% |      | 0 / 230 |
| 2005 | 9.374  | 0,16% | 0,7  | 0 / 230 |
| 2009 | 11.503 | 0,20% | 0,4  | 0 / 230 |
| 2011 | 17.548 | 0,31% | 0,11 | 0 / 230 |
| 2015 | 27.269 | 0,50% | 0,19 | 0 / 230 |
| 2019 | 17.126 | 0,33% | 0,17 | 0 / 230 |
| 2022 | 5.043  | 0,09% | 0,24 | 0 / 230 |
| 2024 | 5.746  | 0,09% | 0,00 | 0 / 230 |

### Elezioni europee
| Anno | Voti   | %     | +/-  | Seggi  |
| ---- | ------ | ----- | ---- | ------ |
| 2004 | 8.405  | 0,25% |      | 0 / 24 |
| 2009 | 13.214 | 0,37% | 0,12 | 0 / 22 |
| 2014 | 15.036 | 0,46% | 0,09 | 0 / 21 |
| 2019 | 16.014 | 0,49% | 0,03 | 0 / 21 |